# Glenea lambii
Glenea lambii là một loài bọ cánh cứng trong họ Cerambycidae.